# Searching for Jerry Garcia
Searching for Jerry Garcia (englisch für: „Suche nach Jerry Garcia“) ist das zweite und letzte Soloalbum des US-amerikanischen Rappers Proof. Es erschien am 9. August 2005 über das Label Iron Fist Records.

## Produktion
Je zwei Lieder des Albums wurden von den Musikproduzenten Fredwreck, Black Milk, Emile, Essman und Jewels produziert. Weitere Musik stammt von B-Real, Mr. Porter, Nick Speed, Witt & Pep, Ski, Dirty Bird und Amp Fiddler.

## Covergestaltung
Das Albumcover ist ein gemaltes Bild, auf dem Proof zu sehen ist, der den Betrachter anblickt und ein Skelett von hinten umarmt. Im Hintergrund ist blauer Rauch zu sehen. Links oben befinden sich die blauen Schriftzüge Proof und Searching for Jerry Garcia.

## Gastbeiträge
Auf zehn Liedern des Albums sind neben Proof andere Künstler vertreten. So ist der Rapper 50 Cent am Song Forgive Me beteiligt, während auf Pimplikeness Proofs Rapgruppe D12 zu hören ist. Der Rapper MC Breed tritt auf dem Track Ali in Erscheinung und das Stück High Rollers ist eine Kollaboration mit den Rappern B-Real und Method Man. Der Sänger Nate Dogg und der Rapper Swifty McVay haben einen Gastauftritt bei Sammy da Bull und 1st Born ist im Black Wrist Bro’s vertreten. Außerdem arbeitet Proof auf 72nd & Central mit dem Rapper Obie Trice und J-Hill zusammen, während er auf M.A.D. von dem DJ Rude Jude unterstützt wird. Außerdem ist der Rapper King Gordy am Track No. T. Lose beteiligt und auf Slum Elementz sind T3 und Mudd zu hören.
| Professionelle Bewertungen | Professionelle Bewertungen |
| -------------------------- | -------------------------- |
| Kritiken                   |                            |
| Quelle                     | Bewertung                  |
| allmusic                   | [ 2 ]                      |
| RapReviews                 | [ 3 ]                      |

## Titelliste
| #  | Titel             | Gastmusiker             | Produzent                | Länge |
| -- | ----------------- | ----------------------- | ------------------------ | ----- |
| 1  | Knice             |                         |                          | 1:22  |
| 2  | Clap wit Me       |                         | Emile                    | 2:41  |
| 3  | Bilboa’s Theme    |                         | Nick Speed               | 3:11  |
| 4  | When God Calls…   |                         |                          | 0:29  |
| 5  | Forgive Me        | 50 Cent                 | Witt & Pep               | 4:12  |
| 6  | Purple Gang       |                         | Black Milk               | 3:36  |
| 7  | Nat Morris        |                         |                          | 0:34  |
| 8  | Gurls wit da Boom |                         | Black Milk               | 4:01  |
| 9  | High Rollers      | B-Real, Method Man      | B-Real                   | 3:40  |
| 10 | Rondell Beene     |                         |                          | 1:20  |
| 11 | Pimplikeness      | D12                     | Fredwreck                | 5:10  |
| 12 | Ali               | MC Breed                | Essman, Amp Fiddler (Co) | 3:38  |
| 13 | No. T. Lose       | King Gordy              | Jewels                   | 3:30  |
| 14 | Jump Biatch       |                         | Ski                      | 3:34  |
| 15 | M.A.D.            | Rude Jude               | Fredwreck                | 3:26  |
| 16 | 72nd & Central    | Obie Trice, J-Hill      | Essman                   | 4:53  |
| 17 | Sammy da Bull     | Nate Dogg, Swifty McVay | Dirty Bird               | 4:48  |
| 18 | Black Wrist Bro’s | 1st Born                | Jewels                   | 3:22  |
| 19 | Slum Elementz     | T3, Mudd                | Mr. Porter               | 3:57  |
| 20 | Kurt Kobain       |                         | Emile                    | 4:50  |

## Chartplatzierungen und Singles
Searching for Jerry Garcia stieg am 27. August 2005 in die US-amerikanischen Albumcharts ein und erreichte mit Platz 65 die Höchstposition, wobei es sich zwei Wochen in den Top 200 hielt. In Deutschland verpasste es die Top 100.
Als Singles wurden die Lieder Gurls wit da Boom und M.A.D. ausgekoppelt.